# Neopalpa donaldtrumpi
Neopalpa donaldtrumpi este o specie de molie din genul Neopalpa care trăiește în California de Sud și nordul Mexicului (statul Baja California). Aceasta a fost descrisă în 2017 de către omul de știință canadian Vazrick Nazari. Cunoscută pentru solzii alb-gălbui de pe cap care amintesc de părul lui Donald Trump, molia a primit numele său pentru că Nazari a declarat că a dorit „să atragă atenția publicului larg asupra necesității de a continua protejarea habitatelor fragile din SUA, care conțin încă multe specii nedescrise”.

## Descoperire
Genul Neopalpa, care mai include și specia Neopalpa neonata, a fost descris pentru prima dată în 1998 de către Dalibor Povolný. Aproape două decenii mai târziu, Nazari revizuit materialul, incluzând specimene care au fost colectate de la prima descriere a genului, de la Muzeul de Entomologie Bohart. Acesta a considerat că unele exemplare formează o nouă specie. În ianuarie 2017, a publicat într-un articol denumirea de Neopalpa donaldtrumpi, datorat solzilor de culoare alb-gălbuie de pe cap, care i-au amintit de președintele Donald Trump.

## Descriere

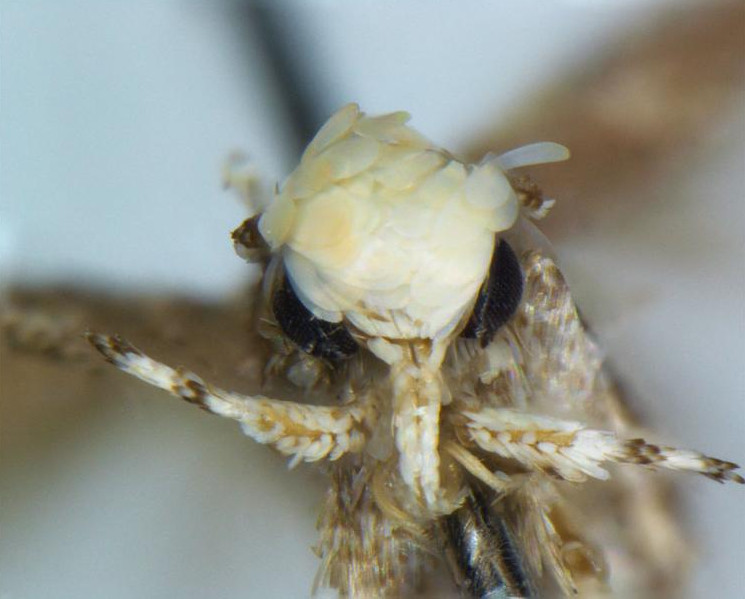
Capul moliei N. donaldtrumpi

Suprafața superioară a aripilor anterioare a N. donaldtrumpi este galben-portocalie, cu excepția unor pete maro închis de pe margine și porțiuni anterioare ale aripii. Lungimea între aripile anterioare este variază de la 3 mm la 4,6 mm. Aripile posterioare sunt de culoare bej, cu margini întunecate. Aripile au colorație similară pentru masculi și femele. Antenele sunt lungi de aproximativ două treimi din distanța dintre vârfurile aripilor, iar capul este acoperit cu solzi albi-gălbui, ceea ce a dus la alegerea numelui. Comparativ cu N. neonata, cealaltă specie din gen, la N. donaldtrumpi organele genitale masculine sunt mai mici, iar organele genitale feminine posedă foarte puține sete mici.

## Distribuție
În timp ce specia N. neonata apare în mai toată California, Baja California și nord-vestul Mexicului, specimene de N. donaldtrumpi au fost găsite până acum doar în jumătatea de nord din Baja California și comitatele Riverside și Imperial din  California de Sud.

## Biologie
Neopalpa donaldtrumpi aparține moliilor balerine, cunoscute pentru tendința lor de a se învârti în cerc pe frunze. Molia apare pe tot parcursul anului, dar planta gazdă și durata de viață nu sunt cunoscute. Habitatul său este amenințat de urbanizare.